# Dai Lili
Dai Lili, Chinees: 戴丽丽, (1964, China) is een voormalig Chinees professioneel tafeltennisster. Dai is haar achternaam.

## Belangrijkste resultaten
- WK
  -  Goud in het dubbelspel in 1983 met Shen Jianping in Tokio.
  -  Goud in het dubbelspel in 1985 met Geng Lijuan in Göteborg.
  -  Goud met het team in 1985 in Göteborg.
  -  Goud met het team in 1987 in New Delhi.
  -  Zilver in het dubbelspel in 1987 met Li Huifen in New Delhi.
  -  Brons in het enkelspel in 1985 in Göteborg.
  -  Brons in het enkelspel in 1987 in New Delhi.